# Вила-Фрия (Фелгейраш)
Вила-Фрия (порт. Vila Fria) — населённый пункт и район в Португалии, входит в округ Порту. Является составной частью муниципалитета Фелгейраш. По старому административному делению входил в провинцию Дору-Литорал. Входит в экономико-статистический субрегион Тамега, который входит в Северный регион. Население составляет 664 человека на 2001 год. Занимает площадь 2,01 км².